# Sulho Ranta
Pour les articles homonymes, voir Ranta.
Sulho Veikko Juhani Ranta, né le 15 août 1901 à Peräseinäjoki (Finlande) et mort le 5 mai 1960 à Helsinki (Finlande), est un compositeur, chef d'orchestre et historien de la musique finlandais.

## Biographie
Ranta étudiait à l'Académie Sibelius de 1921 à 1924 et à l'Université d'Helsinki, d'où il sort doctorant en 1927. Il a également étudié à Berlin, à Vienne, en Italie et à Paris.